# Rico Verhoeven
Ricardo "Rico" Verhoeven (Bergen op Zoom, 10 de abril de 1989) é um kickboxer profissional neerlandês.
Verhoeven já participou de diversas competições: K-1, It's Showtime e Superkombat. Ele é o campeão peso-pesado do Glory desde 2014.
Verhoeven tornou-se internacionalmente conhecido por sua luta contra o famoso kickboxer Badr Hari, no dia 10 de dezembro de 2016 que venceu por nocaute técnico o primeiro round (por causa de uma lesão), embora em uma posição de azarão contra seu oponente que era amplamente favorito.

## Títulos
- 2013 Glory Heavyweight World Championship Tournament
- 2014 Glory Heavyweight Championship
- 2021 Glory 77 Heavyweight Tournament Winner
- 2024 Glory Heavyweight Grand Prix Winner